# Yiron

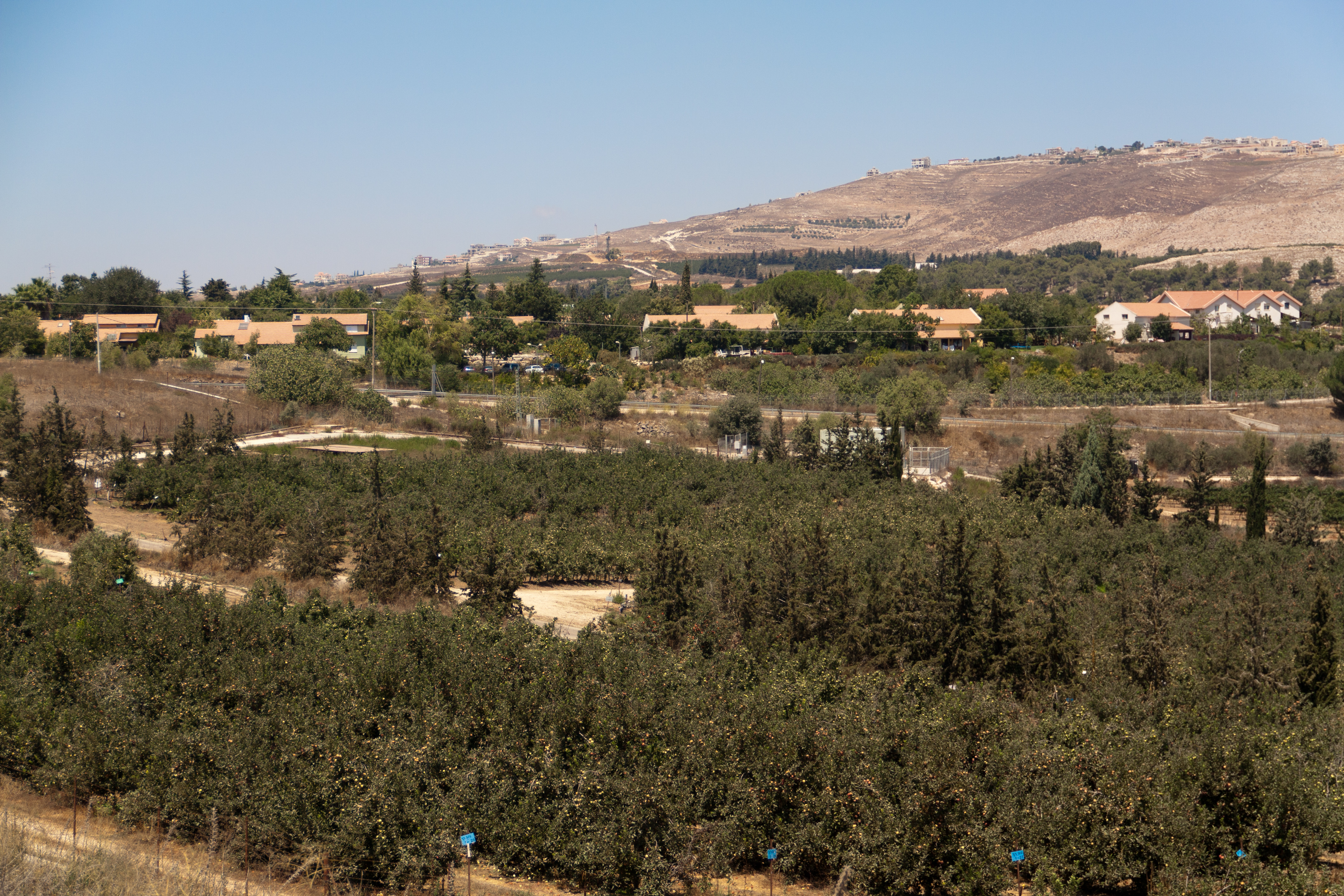

Yiron est un kibboutz du nord d'Israël, établi dans la vallée de Kadesh, près de la frontière entre Israël et le Liban.

## Géographie
Le kibboutz est implanté sur le plateau basaltique de Ramat Yiron, qui recouvre une couche de calcaire. Cette configuration provoque la formation de nombreuses sources permanentes. Le plateau est situé à environ 650 m d’altitude, et domine les vallées d’un escarpement d’environ 200 m de haut.

## Histoire

### Préhistoire
Le plateau est occupé de façon ancienne par les humains : plusieurs sites acheuléens et chalcolithiques ont été découverts sur le plateau même ou ses abords.

### Période contemporaine
En 1947, le village arabe de Saliha est détruit par la Haganah. Les soldats israéliens de la Brigade Yiftah du Palmach, ont massacré 70 à 80 personnes, puis ont fondé le kibboutz Yiron le 20 mai 1949[réf. nécessaire] avec des membres des mouvements de jeunesse Habonim Dror et Hechalutz. Il fait partie d’une série de villages établis pour défendre la frontière, et est occupé par d’anciens membres des forces armées, afin de protéger les frontières du jeune État d’Israël contre un retour éventuel des Palestiniens ou une attaque des pays arabes. Son nom est tiré de celui d’un village biblique de la tribu de Naftali (Livre de Josué 19:38), qui se trouvait dans la région.
Aujourd’hui encore, Yiron reste un site stratégique : le kibboutz a ainsi accueilli une trentaine de volontaires internationaux lors de la guerre du Liban de 2006.

## Économie
Le kibboutz cultive la vigne et produit un vin casher depuis 1997. Ses autres activités sont la fruticulture, une serre-pépinière d’arbres, des ateliers d’industrie légère, et le tourisme

## Personnalités liées
- Ada Feinberg-Sireni, enseignante et députée à la Knesset de 1969 à 1973, fait partie des fondateurs du kibboutz et y habite toujours.